# Nguyễn Thành Long (chính khách, người Bà Rịa – Vũng Tàu)
Nguyễn Thành Long (sinh năm 1960) là chính trị gia người Việt Nam. Ông nguyên là Phó Chủ tịch Ủy ban nhân dân tỉnh Bà Rịa – Vũng Tàu nhiệm kỳ 2016-2021. Ông từng giữ Quyền Chủ tịch Ủy ban nhân dân tỉnh Bà Rịa – Vũng Tàu từ ngày 1 tháng 8 năm 2019 đến ngày 13 tháng 12 năm 2019.

## Tiểu sử
Nguyễn Thành Long sinh năm 1960 tại thị trấn Đất Đỏ, huyện Đất Đỏ, tỉnh Bà Rịa – Vũng Tàu.
Ông có bằng Cử nhân Tài chính – Kế toán, Cử nhân hành chính.
Nguyễn Thành Long đã gia nhập Đảng Cộng sản Việt Nam. Ông có bằng Cử nhân lí luận chính trị của đảng này.
Nguyễn Thành Long từng giữ các chức vụ Cục trưởng Cục Thuế, Giám đốc Sở Tài chính tỉnh Bà Rịa – Vũng Tàu.
Từ 17/12/2014, Nguyễn Thành Long giữ chức vụ Phó Chủ tịch Ủy ban nhân dân tỉnh Bà Rịa – Vũng Tàu.
Từ ngày 1 tháng 8 năm 2019, Thủ tướng Chính phủ Việt Nam Nguyễn Xuân Phúc quyết định giao quyền Chủ tịch Ủy ban nhân dân tỉnh Bà Rịa – Vũng Tàu nhiệm kì 2016–2021 cho ông Nguyễn Thành Long thay ông Nguyễn Văn Trình nghỉ hưu (quyết định số 877). Thời hạn nắm quyền cho đến ngày cấp có thẩm quyền phê duyệt kết quả bầu Chủ tịch Ủy ban nhân dân tỉnh Bà Rịa – Vũng Tàu nhiệm kỳ 2016–2021. Lúc này, ông đang là Ủy viên Ban thường vụ tỉnh ủy Đảng Cộng sản Việt Nam tỉnh Bà Rịa – Vũng Tàu. Trong số bốn Phó Chủ tịch Ủy ban nhân dân tỉnh thì chỉ có ông là Ủy viên ban Thường vụ Tỉnh ủy, ba vị còn lại chỉ là Ủy viên Ban Chấp hành Đảng bộ tỉnh Bà Rịa Vũng Tàu.
Ngày 13 tháng 12 năm 2019, ông thôi giữ chức vụ Quyền Chủ tịch UBND tỉnh Bà Rịa – Vũng Tàu.
Ngày 1 tháng 4 năm 2020, ông chính thức nghỉ hưu theo chế độ theo Quyết định 608/QĐ-TTG của Thủ tướng Chính phủ.
https://thanhtra.com.vn/chinh-tri/doi-noi/ong-le-ngoc-khanh-giu-chuc-pho-chu-tich-ubnd-tinh-ba-ria-vung-tau-164921.html